# Al Harewood
Al Harewood (* 3. Juni 1923 in New York City; † 13. März 2014) war ein US-amerikanischer Jazzschlagzeuger des Hard Bop.
Harewood war zunächst als Stepptänzer im Umkreis von Bill „Bojangles“ Robinson aktiv. Er begann seine Karriere als Drummer Anfang der 1950er Jahre in der Band von Kai Winding und J. J. Johnson (Jai & Kai). Anschließend spielte er bei Carmen McRae, Mary Lou Williams und im Sextett von Curtis Fuller und Benny Golson (Blues-ette). 1958 arbeitete er bei Ahmed Abdul-Malik, 1960 bei Booker Ervin (Down in the Dumps). Anfang der 1960er Jahre war er ein viel beschäftigter Session-Musiker, vor allem bei Plattenaufnahmen des Blue-Note-Labels, u. a bei Ike Quebec, Bobby Hutcherson (The Kicker), Grant Green (Grant Stand, Idle Moments 1963), Stanley Turrentine, Dexter Gordon (Doin’ Alright) und Lou Donaldson. Um 1969 begleitete er die Sängerin Betty Carter, 1970 spielte er in Mickey Tuckers Trio, 1973 mit George Benson. 1977 arbeitete er mit Horace Parlan, 1984 mit dem Swingveteran Buddy Tate und 1985 in Holland mit Joe van Enkhuizen. 1986 war er an Lee Konitz’ Album Ideal Scene beteiligt. Daneben spielte er mit George Weins Newport Festival All-Stars. In den 1990er Jahren arbeitete er noch mit Toshiko Akiyoshi (Remembering Bud) und Howard Alden (Your Story - The Music of Bill Evans). Weiterhin war er an der Aufführung von Third-Stream-Kompositionen von Dave Amram beteiligt.
Er unterrichtete Schlagzeugspiel an der Rutgers University.

## Lexikalischer Eintrag
- Richard Cook, Brian Morton: The Penguin Guide to Jazz on CD. 6. Auflage. Penguin, London 2002, ISBN 0-14-051521-6.